# Asteropeia
Asteropeia, biljni rod iz porodice Asteropeiaceae, čiji je jedini predstavnik. Pripada mu 8 priznatih vrsta. Nekadašnji rod Rhodoclada više nije priznat a Rhodoclada rhopaloides Baker, sinonim je za A. rhopaloides (Baker) Baill.
Cjelokupni rod i porodica endemi su s Madagaskara, zastupljeni od grmova i manjeg drveća.

## Vrste
1. Asteropeia amblyocarpa Tul.
2. Asteropeia bakeri Scott Elliot = Asteropeia multiflora Thou.
3. Asteropeia densiflora Baker
4. Asteropeia labatii G.E. Schatz, Lowry & A.-E. Wolf
5. Asteropeia matrambody (Capuron) G.E. Schatz, Lowry & A.-E. Wolf
6. Asteropeia mcphersonii G.E. Schatz, Lowry & A.-E. Wolf
7. Asteropeia micraster Hallier f.
8. Asteropeia multiflora Thouars
9. Asteropeia rhopaloides (Baker) Baill.
10. Asteropeia sphaerocarpa Baker = Asteropeia densiflora Baker

## Vanjske poveznice
- Red Lists For Malagasy Plants II Asteropeiaceae  Arhivirana inačica izvorne stranice od 21. srpnja 2019. (Wayback Machine)